# Matschinsky-Denninghoff

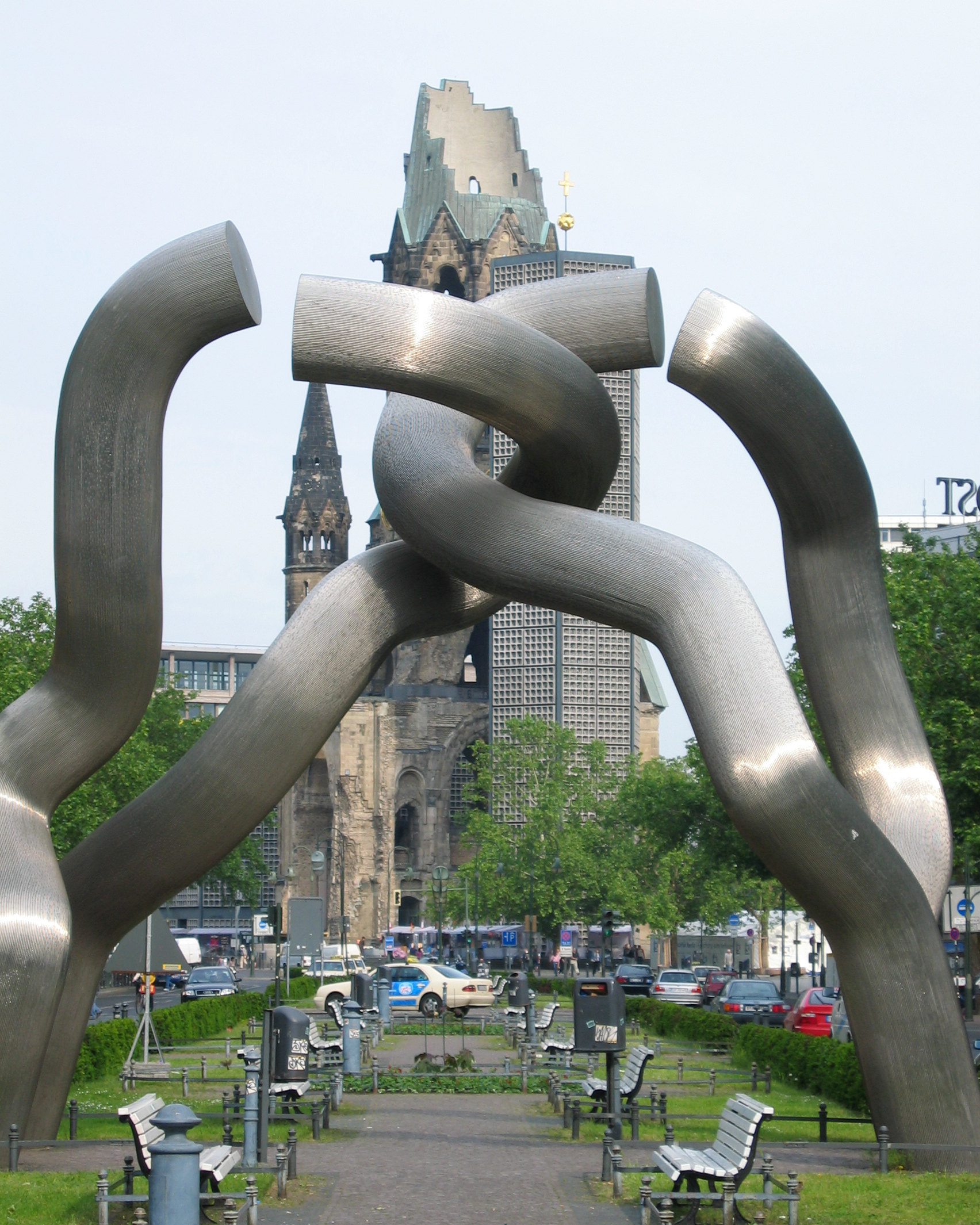
Berlin (1985/7) in Berlijn

Matschinsky-Denninghoff was een Duits beeldhouwersechtpaar:
Martin Matschinsky (Grötzingen (Baden-Württemberg), 4 juli 1921) en Brigitte Matschinsky-Denninghoff (Berlijn, 2 juni 1923 – aldaar, 11 april 2011).

## Leven en werk
De beide kunstenaars zijn bekend geworden door hun abstracte sculpturen, die zijn vervaardigd van aan elkaar gelaste buizen van edelstaal. Bekendste voorbeeld van een dergelijk kunstwerk is wel de door hen, ter gelegenheid van het 750-jarig bestaan van de stad Berlijn, vervaardigde sculptuur uit 1985/7 Berlin in de Tauentzienstraße (vlak bij de Kaiser-Wilhelm-Gedächtniskirche) in Berlijn.
Brigitte Matschinsky-Denninghoff bezocht de Kunsthochschule in Berlijn en München. Na haar studie werkte zij in de ateliers van Henry Moore (1947) en Antoine Pevsner.
Martin Matschinsky volgde eerst een opleiding tot fotograaf, maar schakelde door zijn bewondering voor de beelden van Henry Moore en het werk van de abstract-constructivisten om naar het beeldhouwen.
Het paar leerde elkaar in 1952 kennen en werkt sinds 1955 samen. Zij ontvingen in Frankrijk de prestigieuze beeldhouwprijs Prix Bourdelle. Zij waren deelnemers in Kassel aan documenta II in 1959 en documenta III in 1964 en vertegenwoordigden Duitsland op de Biënnale van Venetië in 1962. In 1961 betrokken zij een atelier in Parijs, maar sinds 1963 werkten zij in Berlijn, waar zij enige jaren later ook gingen wonen.
Sinds 1998 hebben de beide kunstenaars de monumentaliteit, de zware vorm, losgelaten. Zij werkten nog met het roestvaste chroomnikkelstaal, maar met talloze lange en korte, gebogen en in een wirwar aaneengelaste metaaldelen en buizen, waardoor zeer ruimtelijke, open constructies ontstonden.

## Werken (selectie)
- Malekula 1 (Brigitte Denninghoff)[2], beeldenpark Fundación Bartolomé March in Palma de Mallorca
- Afrika IV (1962), beeldenpark van de Neue Nationalgalerie, Berlijn
- Scientia (1963), Fabeckstraße in Berlin-Dahlem
- Skulptur für die Universitäts-Bibliothek Tübingen (1966), Universiteit Tübingen in Tübingen
- Würfel 69 (1969) en Naturmaschine (1969), buitencollectie van het Skulpturenmuseum Glaskasten in Marl
- Großer Würfel (1970), Koserstraße in Berlin-Dahlem
- Herkules (1971-1972), beeldenpark van de Neue Nationalgalerie, Berlijn
- Harlekin (1972), Rathausplatz in Sindelfingen
- Skulptur im Amtsgericht/Landgericht (voor 1973), Kurfürstenanlage in Heidelberg
- Skulptur auf dem Sipplinger Berg (1972/1973), Sipplinger Berg (Bodenmeer)
- Landmarke (1973-1975), Mainz-Lerchenberg, tuin ZDF
- Säule in der Brandung (1974), Adenauerplatz in Berlin-Charlottenburg
- Viertakt (1978), Tulla Straße in Freiburg im Breisgau
- Begegnungen (1978/79), Messedamm in Berlin-Westend
- Sturm (1980), Beeldenpark Hakone in Japan
- Versammlung (1983-1984), eigen collectie
- Genesis (1983/85), Skulpturenmeile Hannover in Hannover
- Große Gaia (1984), Saarlandmuseum in Saarbrücken
- Fontein/sculptuur Bismarckplatz,(1985) in Heidelberg
- Berlin (1985-1987), Berlijn
- Orion (1987), Beelden in het Grugapark Essen in Essen
- Im Eck (1987-1988), Zweibrücken
- Aktivität (1988), Kaiserslautern
- Röhreninstallation (1989), Kiel
- Ostern (1990), Stadttheater Augsburg in Augsburg
- Elemente (1992), Krankenhaus Friedrichshain in Berlijn
- Dreiheit (1992/93), Berlinische Galerie in Berlijn
- Großer Tempel (1998), eigen collectie
- Große Säule (2004), eigen collectie

## Fotogalerij

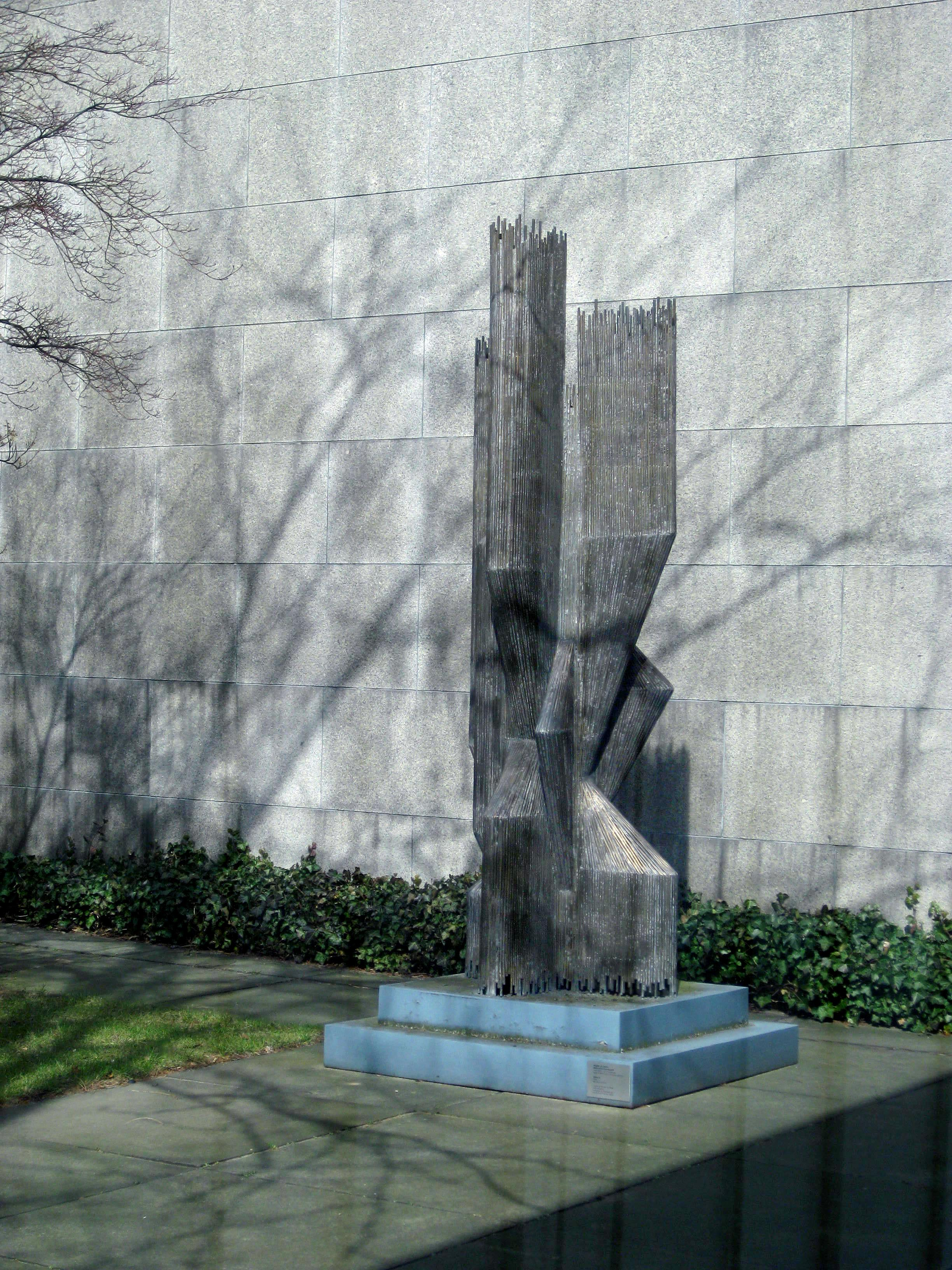
Afrika IV (1962) in Berlijn
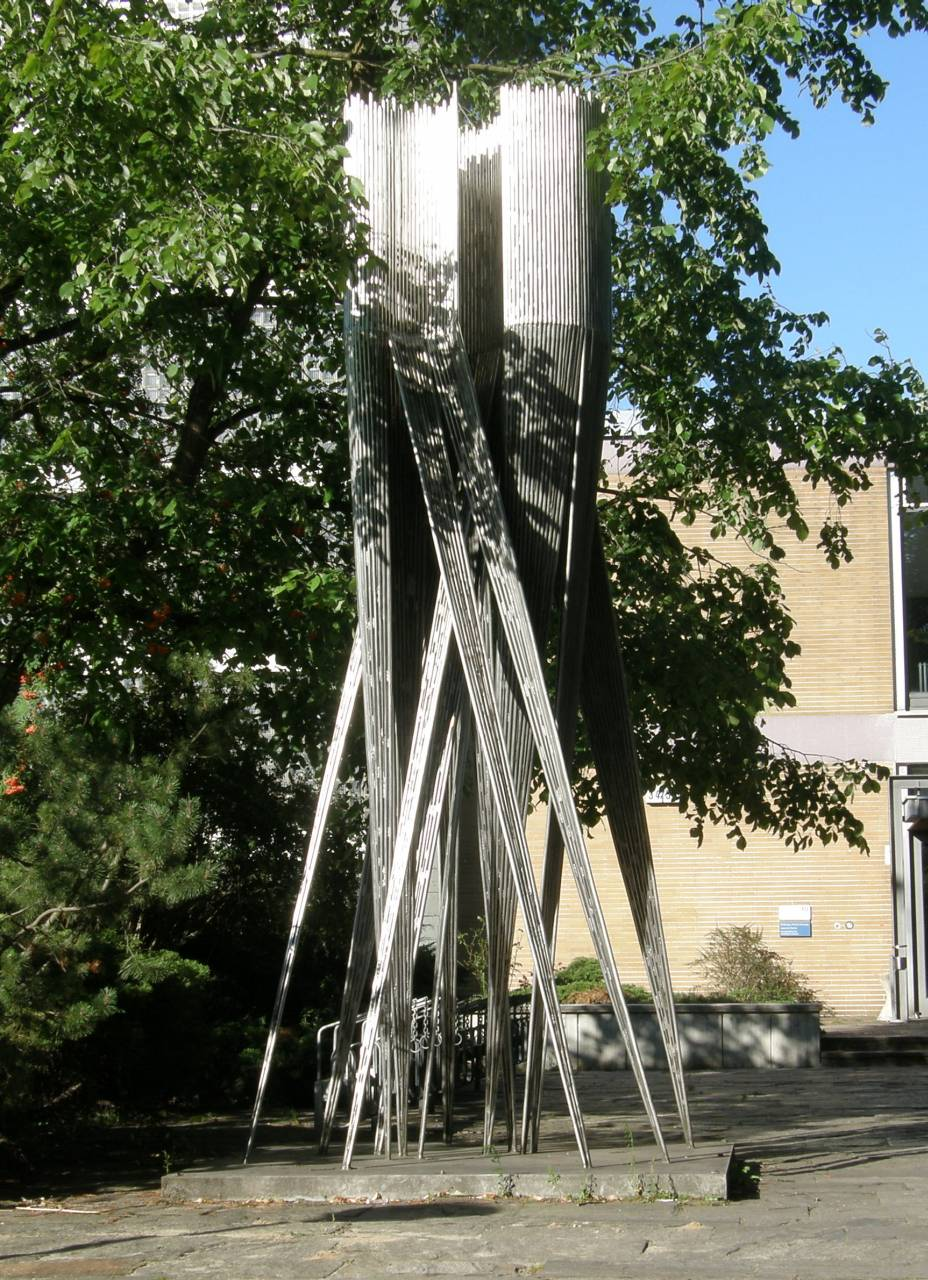
Scientia (1963) in Berlijn
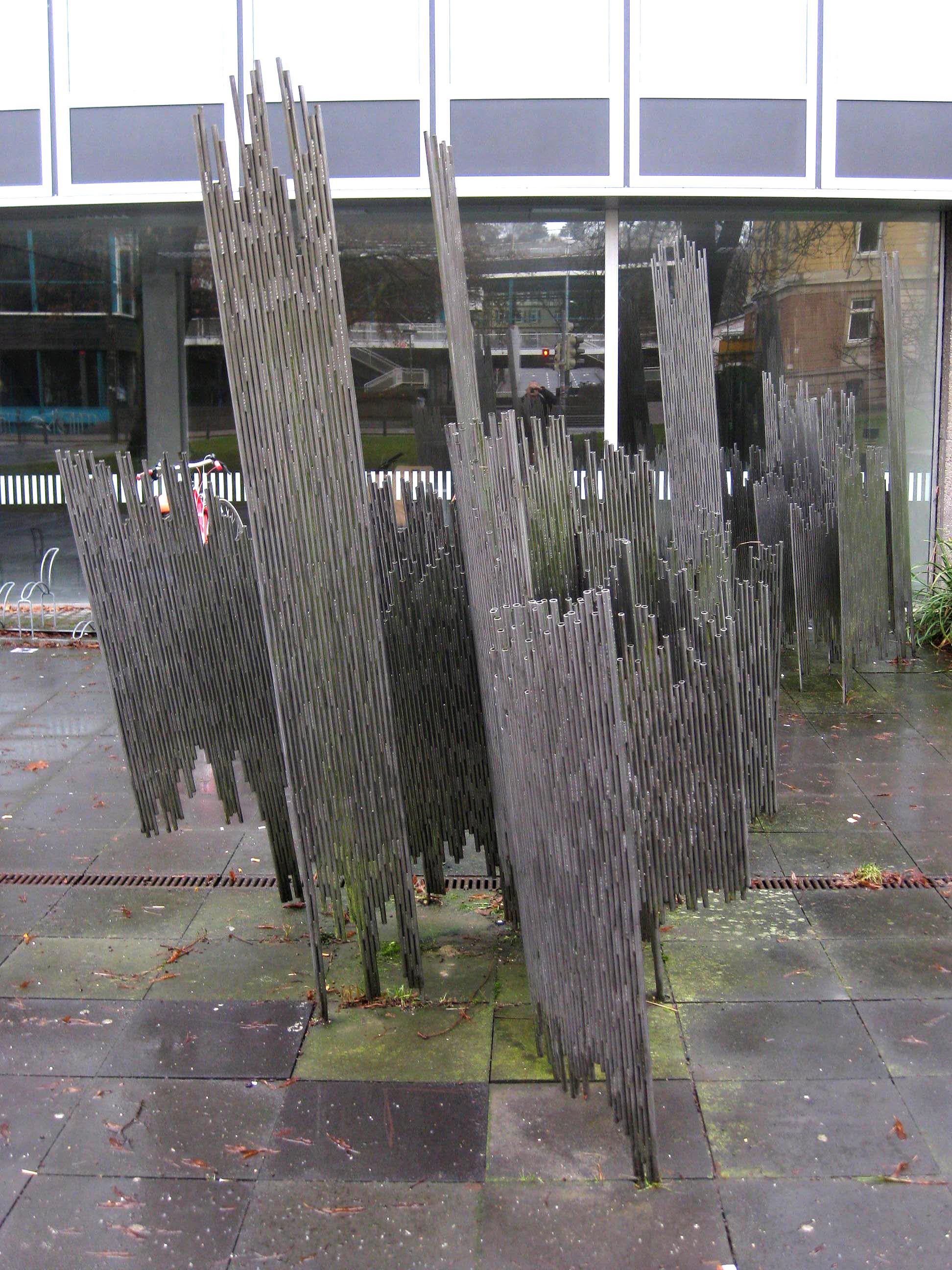
driedelige sculptuur (1966) in Tübingen
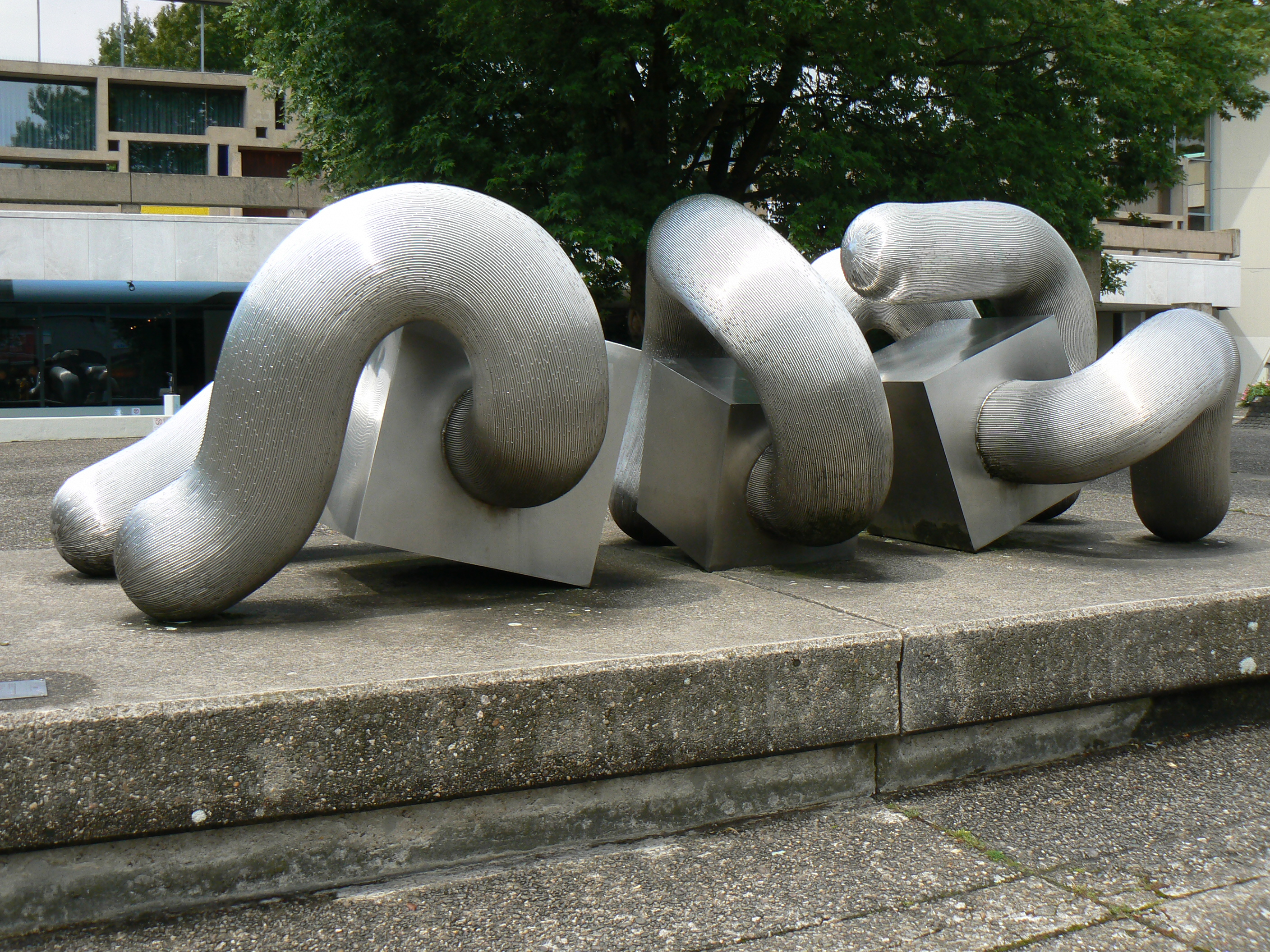
Naturmaschine (1969) in Marl
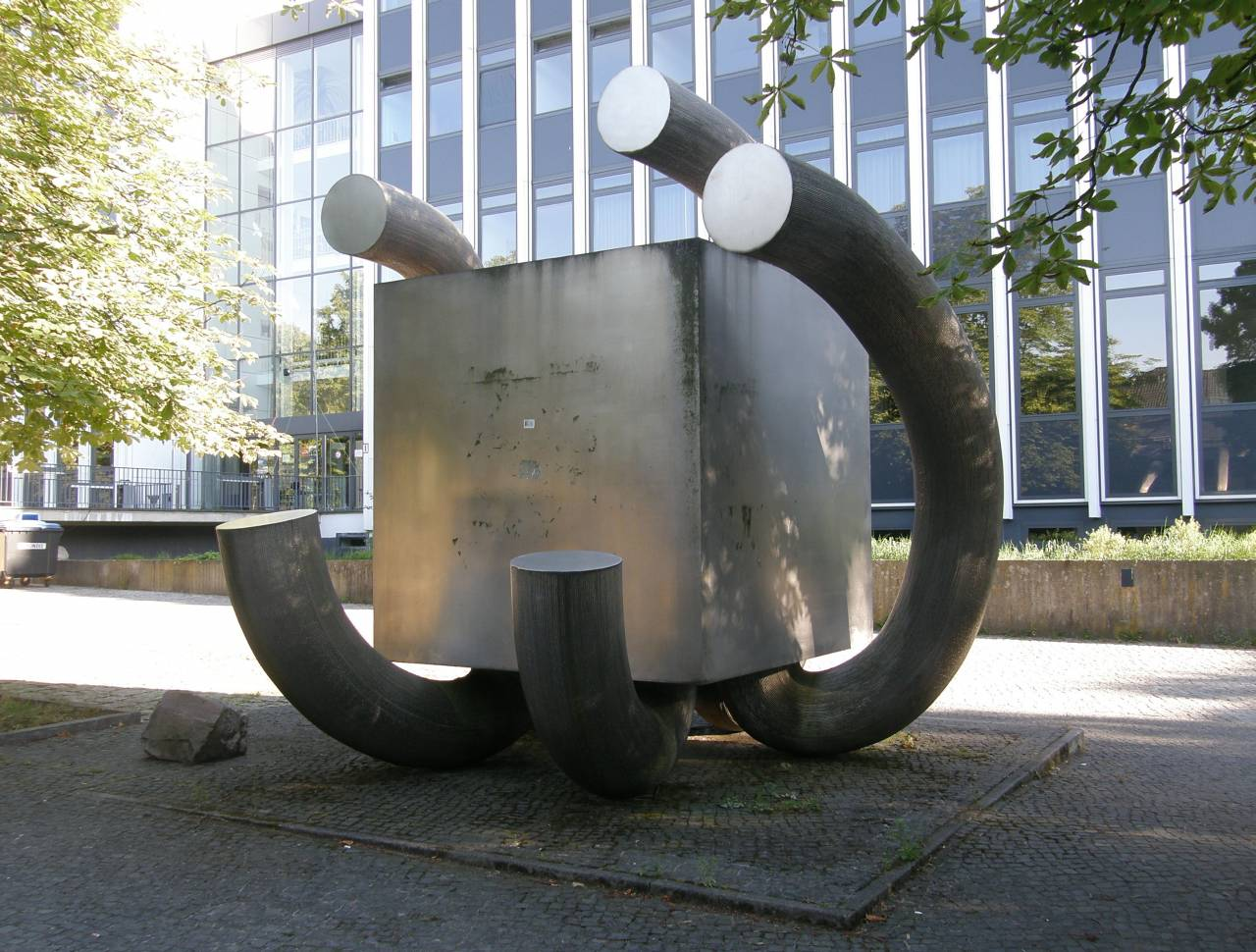
Großer Würfel (1970) in Berlijn
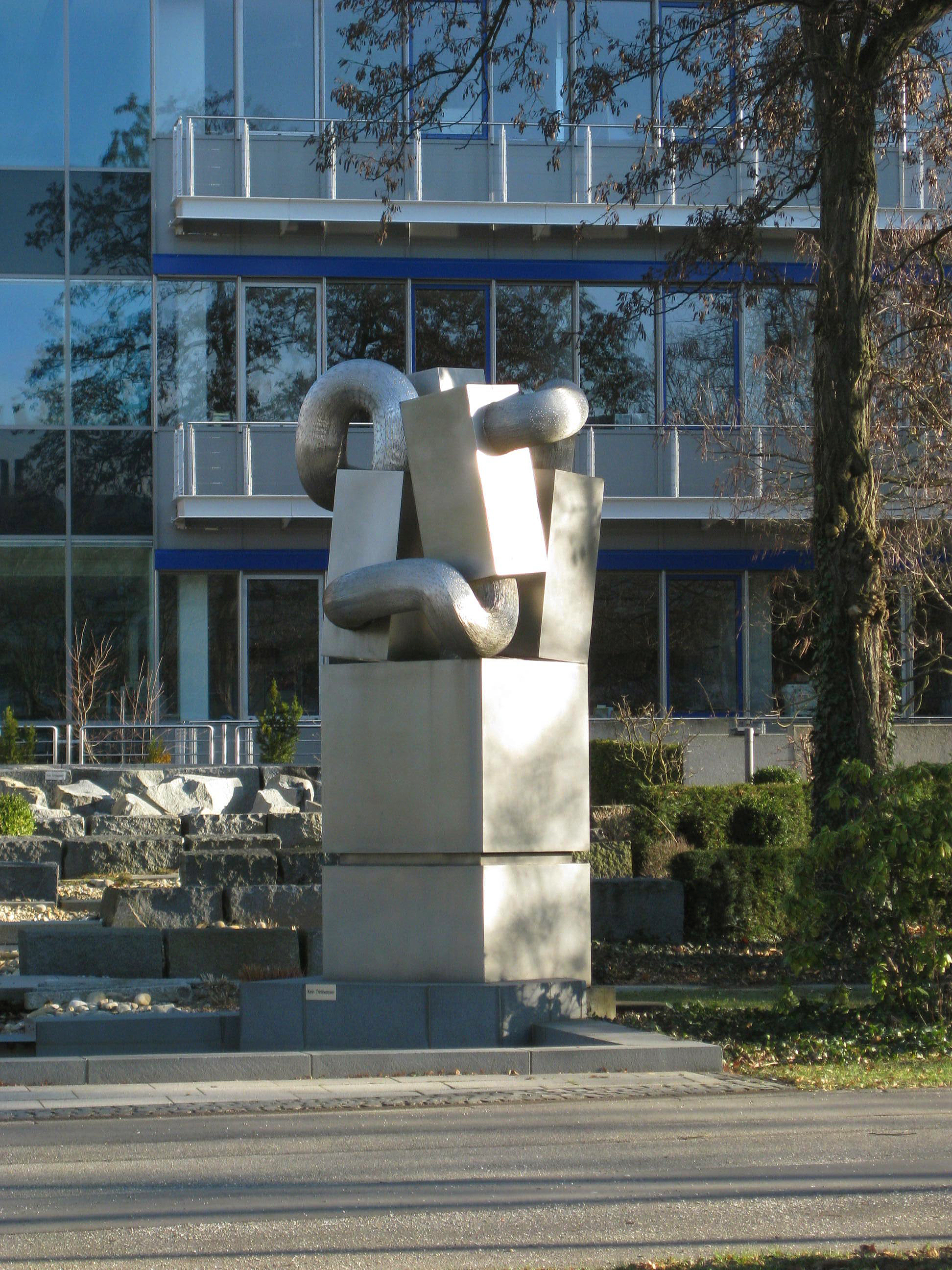
Viertakt (1978) in Freiburg im Breisgau
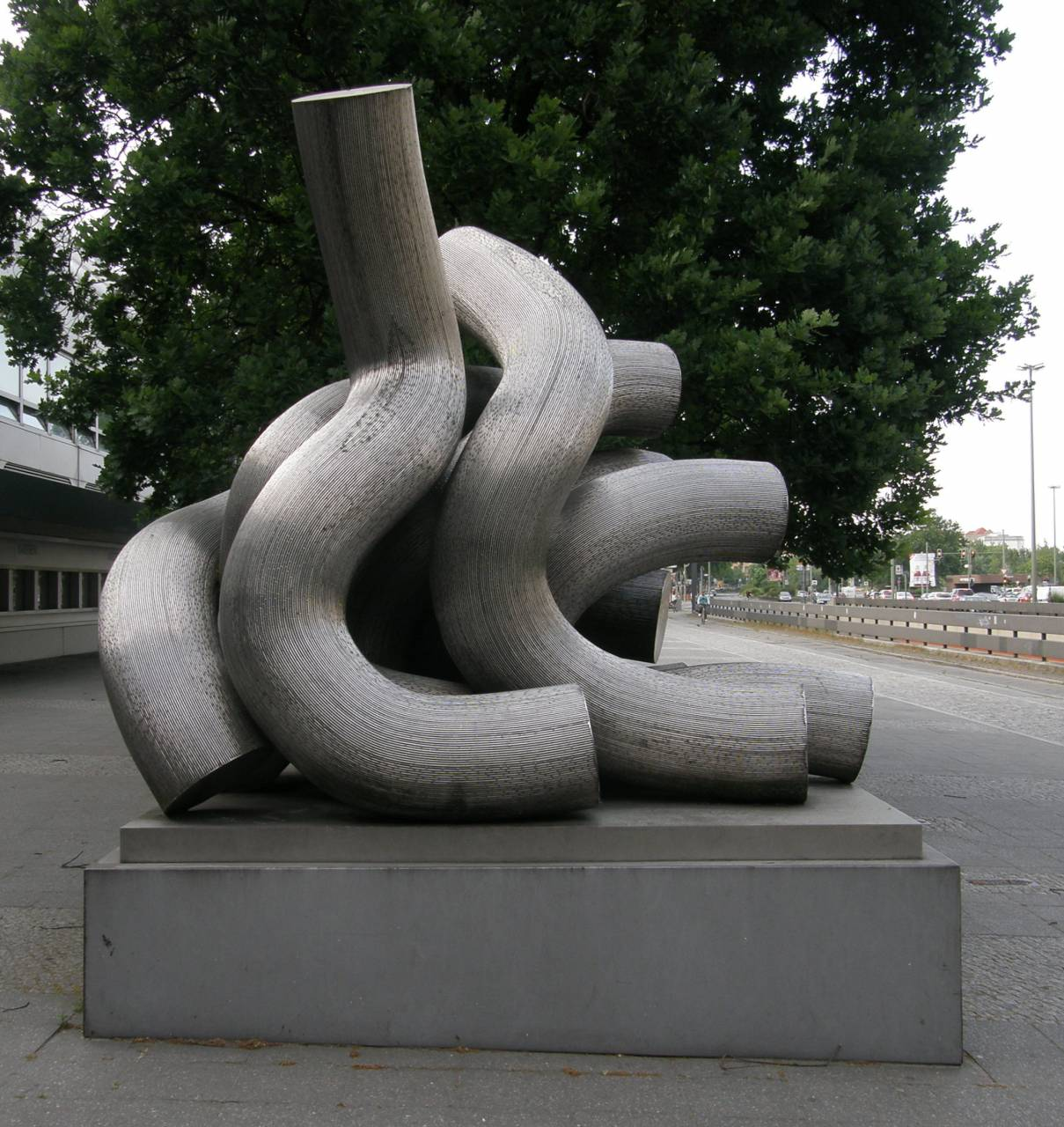
Begegnungen (1978/79) in Berlijn
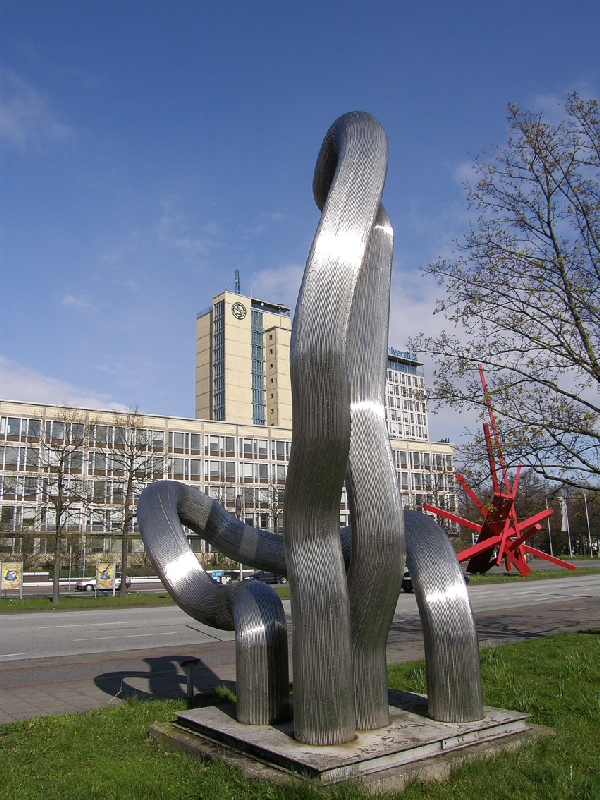
Genesis (1983/85) in Hannover
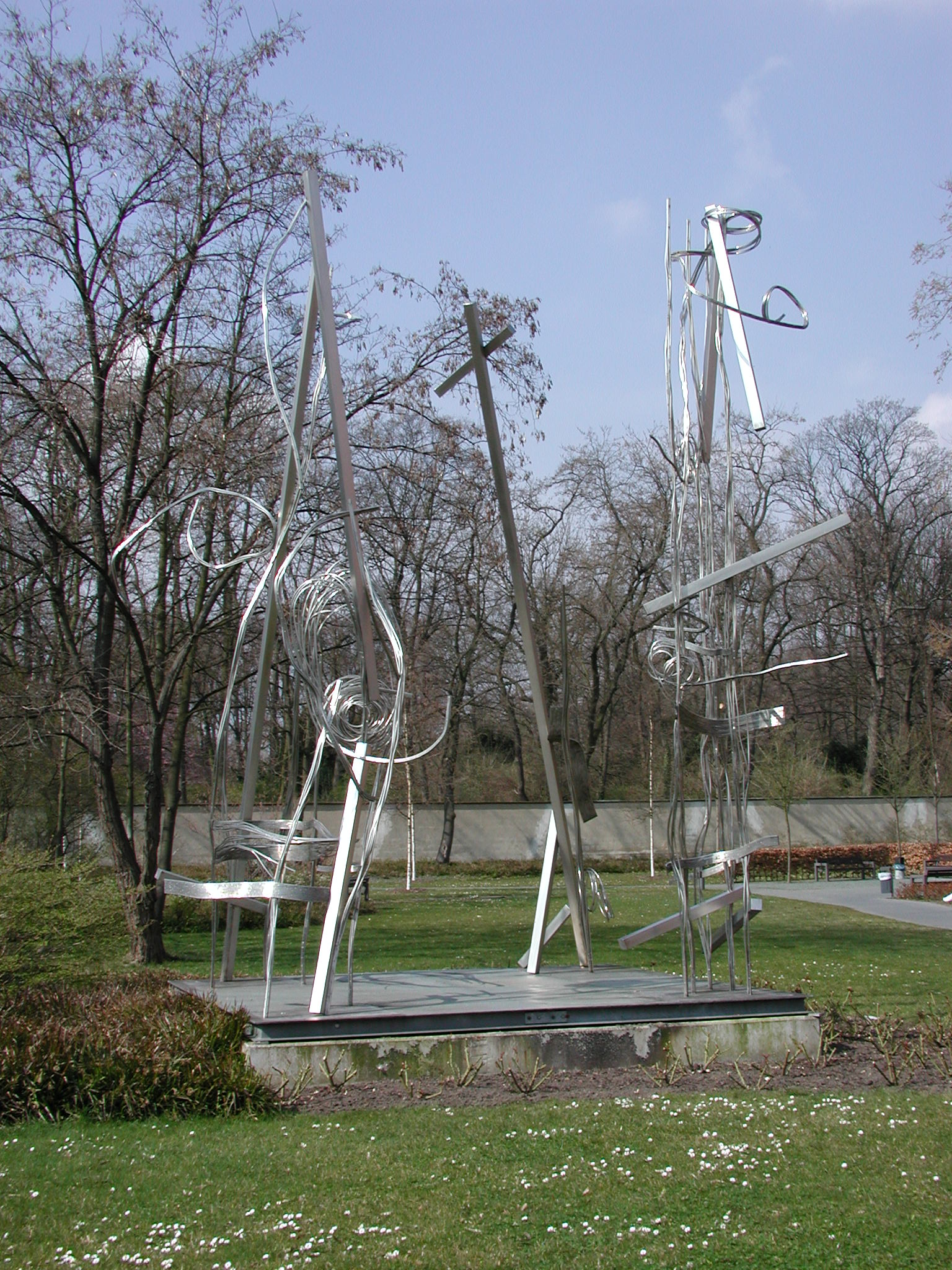
Elemente (1992) in Berlijn
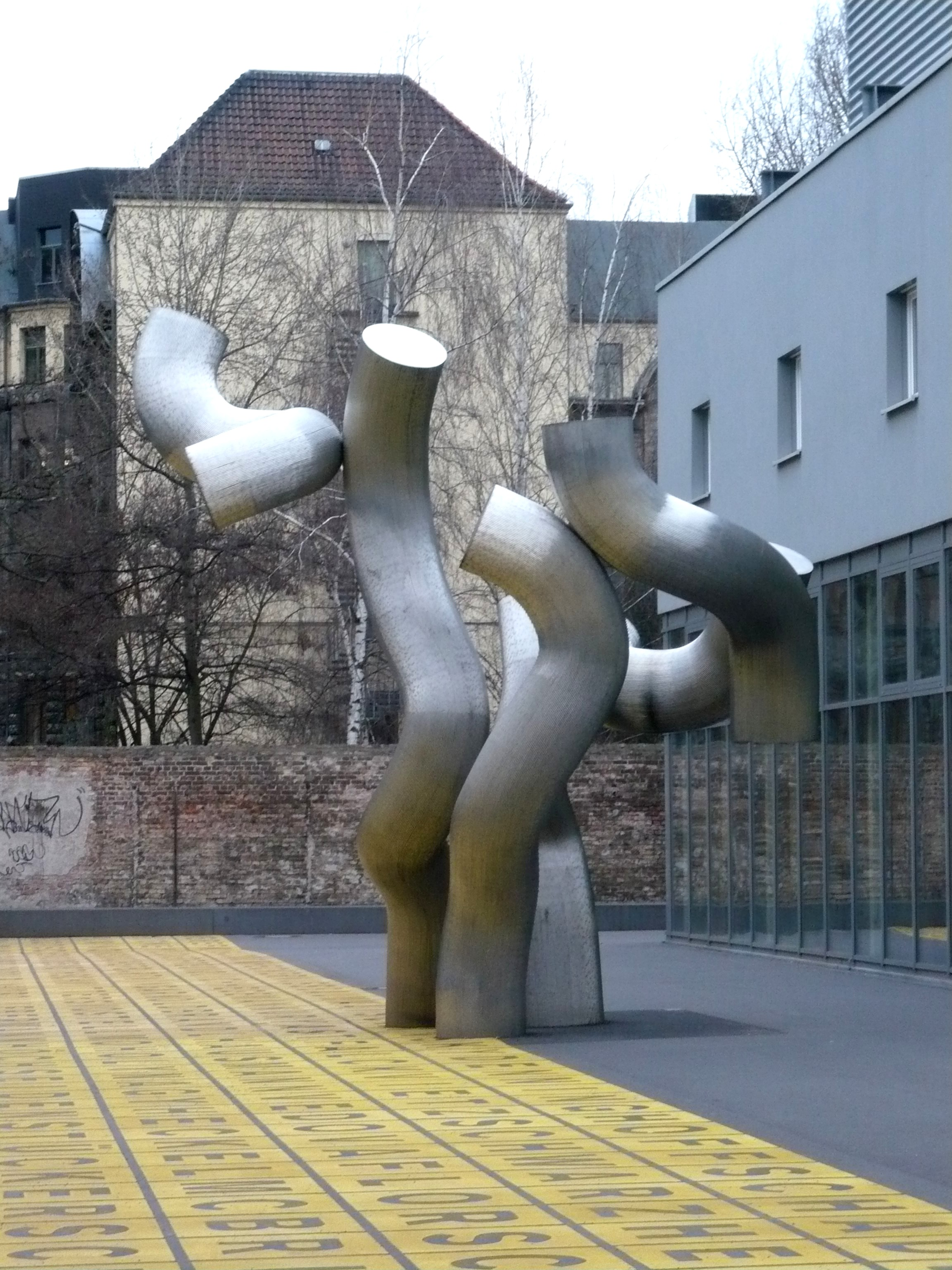
Dreiheit (1992/1993), Berlinische Galerie in Berlijn
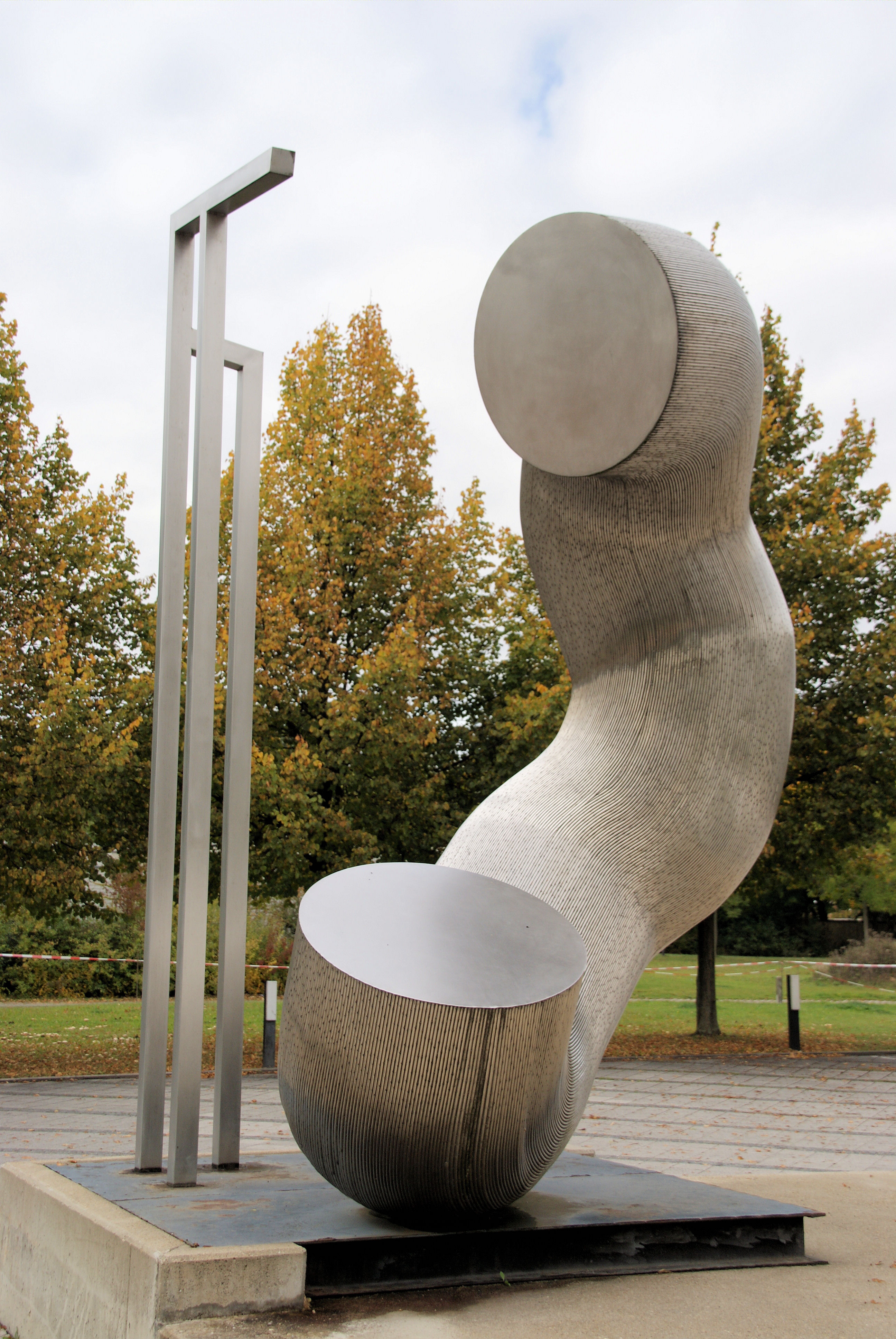
Heros (1986/87), Regensburg